# Гот, Миа
Миа Джипси Мелло да Сильва Гот (англ. Mia Gypsy Mello da Silva Goth; род. 25 октября 1993, Саутуарк, Лондон, Англия, Великобритания) — британская актриса и модель.

## Биография
Миа Мелло да Сильва Гот родилась в Лондоне. В детстве переехала на родину матери в Бразилию. Миа — внучка бразильской актрисы Марии Глэдис, её дед по материнской линии — американский художник, музыкант и фотограф Ли Яффе. В 12 лет Миа вернулась в Англию, а в 13 лет была замечена агентом «Storm Model Management» и начала карьеру модели. Она снималась в рекламе VOGUE, PRADA и др.
Дебютировала на телевидении в 2013 году в сериале «Тоннель». Затем снялась в роли Пи во второй части фильма «Нимфоманка». В 2015 году была номинирована на «Премию британского независимого кино» в категории «Лучший дебют» за главную роль в фильме «Специалист по выживанию». В 2017 году вышел новый фильм с её участием — «Лекарство от здоровья».
29 ноября 2018 года в российский прокат вышел мистический триллер «Суспирия», ремейк одноимённого фильма 1977 года Дарио Ардженто. Миа Гот исполнила в картине роль Сары. До съёмок в «Суспирии» актриса никогда не занималась танцами, поэтому подготовка к роли далась ей нелегко: она занималась по 10 часов 6-7 дней в неделю. В 2019 году за роль в этом фильме Миа получила премию «Независимый дух» в категории «Приз Роберта Олтмена».

## Личная жизнь
После знакомства на съёмках фильма «Нимфоманка» в 2012 году Гот начала встречаться с актёром Шайей Лабафом. 10 октября 2016 года у пары состоялась свадебная церемония в Лас-Вегасе, проведённая подражателем Элвиса Пресли. Два дня спустя местные органы сообщили, что их брак нелегитимен, однако сам Лабаф в том же месяце подтвердил, что он имеет юридическую силу. В сентябре 2018 года стало известно, что Гот и Лабаф подали на развод. В марте 2022 года у них родился первенец (дочь Изабель).

## Фильмография
| Год  |     | Русское название                         | Оригинальное название          | Роль                |
| ---- | --- | ---------------------------------------- | ------------------------------ | ------------------- |
| 2013 | с   | Туннель                                  | The Tunnel                     | Софи Кэмпбелл       |
| 2013 | ф   | Нимфоманка                               | Nymphomaniac                   | Пи                  |
| 2014 | кор | Сорока                                   | Magpie                         | девушка             |
| 2014 | кор | Неограниченное будущее: Привидение любви | Future Unlimited: Haunted Love | девушка             |
| 2015 | ф   | Специалист по выживанию                  | The Survivalist                | Милия               |
| 2015 | ф   | Эверест                                  | Everest                        | Мэг Уэзерс          |
| 2015 | кор | Субъективная реальность                  | Subjective Reality             | модель              |
| 2016 | с   | Валландер                                | Wallander                      | Ханна Хельмквист    |
| 2017 | ф   | Лекарство от здоровья                    | A Cure for Wellness            | Ханна               |
| 2017 | ф   | Обитель теней                            | Marrowbone                     | Джейн               |
| 2018 | ф   | Суспирия                                 | Suspiria                       | Сара                |
| 2018 | ф   | Высшее общество                          | High Life                      | Бойс                |
| 2019 | кор | Нерешительная                            | The Staggering Girl            | молодая София       |
| 2020 | ф   | Эмма                                     | Emma                           | Гарриет Смит        |
| 2021 | ф   | Сигнал бедствия                          | Mayday                         | Марша               |
| 2022 | мф  | Этот дом                                 | The House                      | Мэйбл               |
| 2022 | ф   | X                                        | X                              | Максин Минкс / Пэрл |
| 2022 | ф   | Пэрл                                     | Pearl                          | Пэрл                |
| 2023 | ф   | Бесконечный бассейн                      | Infinity Pool                  | Габи                |
| 2024 | ф   | Максин XXX                               | MaXXXine                       | Максин Минкс        |
| 2025 | ф   | Франкенштейн                             | Frankenstein                   | Элизабет            |
| 2026 | ф   | Одиссея                                  | The Odyssey                    |                     |
|      | ф   | Блэйд                                    | Blade                          | Лилит               |